# Une étude en écarlate
 (avril 2015).
Si vous disposez d'ouvrages ou d'articles de référence ou si vous connaissez des sites web de qualité traitant du thème abordé ici, merci de compléter l'article en donnant les références utiles à sa vérifiabilité et en les liant à la section « Notes et références ».
Une étude en écarlate est un roman policier historique de Jean d'Aillon publié en 2015. C'est le premier titre de la série des Chroniques d'Edward Holmes et Gower Watson.

## Résumé
En 1421, Holmes, clerc, est à Paris, miséreux, alors qu'Henri V d'Angleterre est roi de France. Son maître le licencie. Watson, archer chez Bonacieux, receveur des amendes de Paris, l'y fait embaucher comme secrétaire. 
Cependant, lady Mortimer demande à Girard, drapier influent, de trouver une maison avec fenêtre bien située et un archer pour tuer Henri V quand il viendra à Paris. À la suite d'une altercation, Pierre, serviteur de la lady, est emprisonné. Chuffart, chanoine de Notre Dame, paye Holmes pour écrire tout ce qu'il apprend sur la lady. Holmes fait libérer Pierre qui lui dit que la lady a été chez Girad. Plus tard, Jacques, archer émérite, révèle à Holmes qu'il a refusé une très grosse somme pour tuer quelqu'un pour des bourgeois masqués. Le duo (Holmes et Watson) découvre que ces bourgeois sont en fait les bouchers unis aux Anglais ! Holmes écrit ses mémoires. Bonacieux achète la maison où les bouchers se réunissent. Le duo découvre le complot contre Henri V. Les hommes de la lady tuent Girard, puis Bonacieux. Le duo les capture et empêche l'attentat. Ils obtiennent une rançon de la lady. 
Peu après, Henri V entre dans Paris et son frère, le duc de Bedford, est nommé gouverneur. Henri V remercie le duo.

## Particularité du roman
- Une étude en écarlate est un hommage à Une étude en rouge (1887), A study in scarlet en version originale, premier titre signé par Arthur Conan Doyle de la série ayant pour héros Sherlock Holmes et le docteur Watson.